# Frederick Lane
Frederick Claude Vivian Lane (Millers Point, 1880. február 2. – Avalon Beach, 1969. május 14.) kétszeres olimpiai bajnok ausztrál úszó.

## Pályafutása
Ő volt első úszó, aki Ausztráliát képviselte az olimpiai játékokon. Lane 1900-ban, Párizsban szerepelt, ahol két úszószámban indult. Kétszáz méter gyorson 6,2 másodperces előnyben győzött a második Halmay Zoltán előtt, és lett hazája második olimpiai bajnoka Edwin Flack után. A szám döntője után mindössze negyvenöt perccel rendezték a kétszáz méteres akadályúszás fináléját, ahol szintén nyert.
1902-ben 59,6 másodperc alatt úszta le a száz yardot, amivel ő lett a világon az első, aki egy perc alatt teljesítette ezt a távot.